# مدرسه سپهسالار قدیم

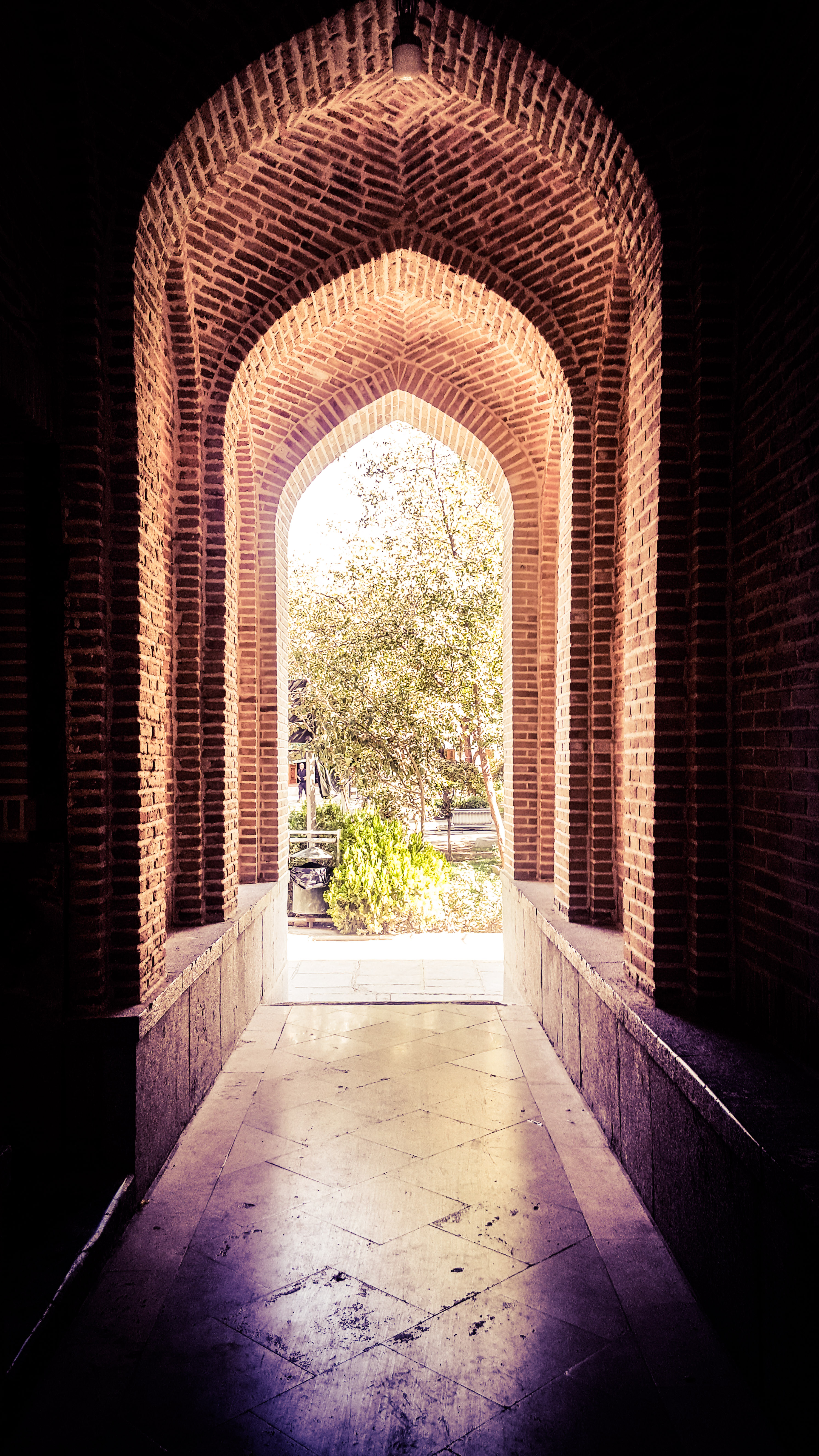
راهرو ورودی اصلی مدرسه سپهسالار

مدرسه سپهسالار قدیم مربوط به سدهٔ ۱۳ ه.ق است و در تهران، خیابان ناصرخسرو، کوچه مروی واقع شده و این اثر در تاریخ ۱۱ بهمن ۱۳۳۴ با شمارهٔ ثبت ۴۱۱ به‌عنوان یکی از آثار ملی ایران به ثبت رسیده است.